# Boleophthalmus birdsongi
Boleophthalmus birdsongi är en fiskart som beskrevs av Murdy, 1989. Boleophthalmus birdsongi ingår i släktet Boleophthalmus och familjen smörbultsfiskar. Inga underarter finns listade.